# 홍달손
홍달손(洪達孫, 1415년 ~ 1472년)은 조선 전기의 무신으로, 본관은 남양(南陽)이고, 자는 가칙(可則), 시호는 안무(安武)이다.한명회, 양정, 홍윤성 등과 함께 세조의 측근 무장의 한사람이었다.
일찍이 내금위에 선발되었으며, 한명회, 신숙주, 홍윤성 등의 천거로 수양대군의 심복이 되었다. 그 뒤 한명회의 천거로 요직에 복직, 1453년(단종 1)에는 무과에 급제하여 중추원첨지사에 올랐다.
계유정난 때에는 수양대군을 보좌하여 김종서·황보인을 제거하고 정난의 성공을 도운 공으로 수충위사협책정난공신(輸忠衛社協策靖難功臣) 1등에 책록되었다. 수양대군이 세조로 즉위 후 좌익공신 2등이 되고, 병조참판으로 남양군에 봉군되었으며 병조판서, 판중추부사를 지내고 1459년(세조 5년) 보국숭록대부 영중추부사로 남양부원군(南陽府院君)에 봉군되었으며, 1464년 의정부좌의정이 되었다. 증 영중추부사 홍치(洪治)의 아들이다.

## 생애

### 생애 초반
홍달손은 1415년(태종 15) 증 영중추부사에 추증된 홍치(洪治)의 아들로 태어났다. 고려의 개국공신 홍은열의 후손으로, 고려 남양부원군 홍규(洪奎)의 7대손이다. 홍규는 고려 충숙왕의 왕비이자 충혜왕, 공민왕 형제의 생모인 명덕태후의 친정아버지였다. 5대조 홍이의 외조부이자 6대조 홍언박(洪彦博)의 장인은 권준(權準)으로, 고려말의 유학자 권부(權溥)의 아들이자 익재 이제현의 처남이었다.
또한 홍달손은 홍길동의 친족이었다. 그의 5대조 홍언박(洪彦博)의 형인 홍주(洪澍)의 증손자 홍상직의 서자가 홍길동이다.

### 군인 생활
일찍부터 지혜롭고 총명하였으며 말수가 적었다. 어려서부터 무예를 닦았으며 무예에 능하여 일찍이 내금위에 뽑혔다. 그 뒤 내금위에서 오래 근무하다가 내금위장으로 승진했으며, 여러 벼슬을 거쳐 문종 때 의주도수군첨절제사(義州道水軍僉節制使)가 되었다.
1452년(단종 즉위) 의주도수군첨절제사 재직 중 의주성 남문 개보수 공사 부진의 책임을 지고 파직당했다. 한성부에서 불우한 나날을 보내던 중 한명회를 만나 친해졌고 그와 시사(時事)를 논하면서 의기가 투합하여 후일 한명회의 천거로 복직하게 된다. 그 뒤 한명회와 홍윤성, 신숙주의 천거로 수양대군의 측근이 되었다.

### 과거 급제와 세조 반정
단종이 즉위하자 그는 한명회, 홍윤성 등과 기회를 엿보다가 거사를 결정, 수양대군, 권람·한명회, 양정 등 30여 인의 무인세력과 함께 기회를 엿보았다. 1453년 한명회의 천거를 받아 복직했고, 1453년(단종 1) 무과에 급제하여 첨지중추원사가 되었다.
1453년(단종 1년) 10월 계유정난 때는 순장(巡將)으로서 휘하의 군사를 거느리고, 무사들을 이끌고 김종서 부자를 제거하고 수양대군이 왕명으로 중신들을 소집하자 홍윤성 등과 함께 영의정 황보인, 병조판서 조극관(趙克寬)·찬성(贊成) 이양(李穰) 등을 궐문에서 죽이고, 이조판서 민신 등을 제거하였다. 김종서, 황보인을 제거한 공로와 군사를 동원하여 외부의 유입을 막고 일의 성사에 기여한 공로로 수충위사협책정난공신(輸忠衛社協策靖難功臣) 1등관에 책록되고, 병조참의에 임명되었다.
사치하지 않고 냉철하며 검소하였고, 청렴한 성품과 절륜한 무예실력으로 한명회와 함께 세조의 즉위시 무장의 소임을 다하여 큰 공헌이 있었다.

### 정치 활동
1454년(단종 2년) 가선대부(嘉善大夫)로 승자되면서 병조참판이 되고 남양군(南陽君)에 봉군되었다. 1455년(세조1) 한명회, 권람, 신숙주 등과 모의하여 단종에게 압력을 가해 양위하게 하였다. 그 뒤 수양대군을 추대한 공으로 1455년(세조 1) 9월 세조 즉위 후 수충경절좌익공신(輸忠勁節佐翼功臣) 2등관에 책록되었다. 1456년 자헌대부(資憲大夫)에 오르면서 이후 병조판서, 오위도총부 도총관 등을 지내고, 1458년 승진하여 판중추원사, 오위도총부 도총관 등을 역임했다.
1459년(세조 5년) 보국숭록대부 영중추부사(輔國崇祿大夫領中樞府事)에 승진하면서 남양부원군(南陽府院君)으로 진봉되었다. 1464년 사옹원도제조(司饔院都提調)가 되었으나 어선(御膳)이 정결치 못하다는 이유로 문책되었으나 곧 용서되었고, 1467년(세조 13) 오위도총부도총관에 이어 의정부좌의정으로 승진하였다.

### 생애 후반
1468년 장악원도제조를 겸임하였다. 그해 세조가 병으로 죽자 정인지, 한명회, 신숙주, 정현조, 홍윤성 등과 함께 원상의 한사람이 되어 혼란을 수습하였다. 1469년 예종이 병으로 죽자 다시 원상이 되어 한명회, 정인지, 신숙주 등과 함께 원상으로 정무를 수습, 서정을 처결하였다.
무예에 능하고 성품은 청렴했지만 주색(酒色)을 좋아하여 술을 잘 마시고, 첩을 10여 명 이상 거느렸다. 1472년(성종 3)에 병으로 사망하였다. 안무(安武)의 시호가 추서되었다. 사후 경기도 양주군 시백면 낙양리(현 의정부시 낙양동 산 25번지)에 안장되었다. 부인 묘소와 쌍분으로 조성되어 있다.

## 가계
조선의 개국공신인 남은, 남재 형제와는 이중으로 인척관계를 형성하였다. 대고모부인 남재의 동생인 남은의 증손자 남수는 다시 그의 손녀사위이자 아들 홍흔의 사위가 된다.
- 5대조 : 홍언박
- 고조부 : 홍사우
- 증조부 : 홍이
- 조부 : 홍의로
- 조모 : 서원 염씨
  - 아버지 : 홍치(洪治)
    - 누이 : 남양 홍씨에 개가
    - 부인 : 광주 안씨
      - 아들 : 홍변(洪?, 호군(護軍) 역임)
      - 아들 : 홍흔(洪?)
      - 며느리 : 성주 이씨, 이계창(李繼昌)의 딸
        - 손자 : 홍신겸(洪信謙)

      - 사위 : 박추(朴樞, 주부 (主簿) 역임)

## 관련 작품

### 드라마
- 《한명회》 (KBS2, 1994년~1994년 배우:장항선)
- 《왕과비》 (KBS1, 1998년~1999년 배우:기정수)
- 《인수대비》 (JTBC, 2011년~2012년 배우:엄경환)

## 같이 보기
| - 세조 반정 - 계유정난 - 단종 복위 운동 - 정난공신 - 좌익공신 - 좌리공신 - 사육신 - 신숙주 - 한명회 - 홍윤성 - 양정 - 권람 - 남이 - 강순 - 송익손 - 황보 인 - 김종서 - 한확 - 홍순손 | - 내금위 - 홍규 - 명덕태후 - 공원왕후 - 이제현 - 권부 - 홍길동 - 홍일동 - 홍상직 - 김질 - 정창손 - 남곤 - 남재 - 안평대군 - 금성대군 - 생육신 - 전균 - 황치신 - 한치형 | - 곽연성 - 김담 - 김시습 - 김종직 - 봉석주 - 안지귀 - 안원숭 - 정인지 - 정현조 - 신면 - 신용개 - 신숙주 묘역 - 홍달손 묘 - 박진 장군 묘 |

## 참고 문헌
- 단종실록
- 세조실록
- 예종실록
- 성종실록
- 무과방목
- 대동야승
- 연려실기술
- 대동운부군옥
- 신증동국여지승람